# Hét nővér (film)
A Hét nővér (eredeti cím: Seven Sisters vagy What Happened to Monday) 2017-ben bemutatott koprodukció sci-fi akciófilm, amelyet Tommy Wirkola rendezett. A főbb szerepekben Noomi Rapace, Willem Dafoe, Glenn Close és Marwan Kenzari látható.
Amerikában 2017. augusztus 18-án, Magyarországon 2017. november 23-án mutatták be a mozikban.

## Cselekmény
A csak egy gyermeket engedélyező törvény miatt egy férfi hét, egymásra tökéletesen hasonlító lányunokáját egy személyazonosság alatt neveli. Hetes ikreket egy olyan világban, ahol korlátozott a gyerekvállalás. Mindössze egy gyermek élhet egy háztartásban, enyhítve az emberi túlsúlyt, melyet a bolygóra mérünk. Az esetleges testvéreket hibernálni kell, hogy egy új, stabilabb Földön kezdhessék meg életüket. A hetes ikrek így hamar célpontokká válnak, ám a nagyapjuk nem adja át őket, helyette megtanítja a lányoknak, hogyan védjék meg magukat. Karen Settman személyét veszik fel,(az édesanyjuk aki meghalt a szülésnél) majd a hét napjai szerint – ami alapján elnevezték őket – felváltva mennek ki a nagyvilágba. Felnőttkorukban azonban váratlanul lelepleződnek, így össze kell fogniuk az elnyomó hatalom ellen.

## Szereplők
| Szereplő            | Színész          | Magyar hang        |
| ------------------- | ---------------- | ------------------ |
| A Settman testvérek | Noomi Rapace     | Bogdányi Titanilla |
| Terrence Settman    | Willem Dafoe     | Sörös Sándor       |
| Nicolette Cayman    | Glenn Close      | Menszátor Magdolna |
| Adrian Knowles      | Marwan Kenzari   | Dévai Balázs       |
| Jerry               | Pål Sverre Hagen | Kovács Lehel       |
| Eddie               | Tomiwa Edun      | Ember Márk         |
| Charles Benning     | Robert Wagner    |                    |

### Magyar változat
- Bemondó: Bognár Tamás
- Magyar szöveg: Nagy Katalin
- Hangmérnök: Fék György
- Vágó : Simkóné Varga Erzsébet
- Gyártásvezető: Kincses Tamás
- Szinkronrendező: Majoros Eszter

A szinkront a Mafilm Audio Kft. készítette el.

## A film készítése
A filmet eredetileg férfi főszereplőre írták, de Tommy Wirkola rendező mindig is szeretett volna Noomi Rapace-szal dolgozni. Ő vetette fel az ötletet, hogy a főszereplő legyen nő, amit Raffaella De Laurentiis producer is támogatott. Wirkolát olyan filmek inspirálták, mint Az ember gyermeke és a Szárnyas fejvadász, különösen a realizmusuk és a világépítésük miatt. A filmet Romániában forgatták, 94 napon keresztül, 20 millió dolláros költségvetéssel.